# Альфонсо Энрикес де Кастилия
Альфонсо или Алонсо Энрикес де Кастилия (исп. Alonso Enríquez de Castilla; 1354, Гуадалканал — 1429, Гуадалупе) — сеньор де Медина-де-Риосеко и адмирал Кастилии.

## Биография
Алонсо Энрикес де Кастилия был сыном Фадрике Альфонсо, 25-го магистра Ордена Сантьяго (1334—1358), и неизвестной женщины. Его отец был убит 29 мая 1358 года в Севилье по приказу своего сводного брата, короля Кастилии Педро I.
Он был основателем рода Энрикесов, вторым адмиралом Кастилии с 1405 года и первым сеньором Медина-де-Риосеко. По отцовской линии Альфонсо был внуком короля Кастилии Альфонсо XI Справедливого и Элеоноры де Гусман. Племянник короля Кастилии Энрике II и двоюродный брат короля Кастилии Хуана I. Его сводный брат Педро Энрикес де Кастилия (1355—1400), граф Трастамара, Лемос и Саррия, был вторым коннетаблем Кастилии (1393—1400). Его сестра, Элеонор Энрикес де Кастилия, была замужем за маршалом Кастилии Диего Гомесом Сармьенто (1355—1385).
У кастильских хронистов нет сведений о имени и происхождении матери Альфонсо. Но другие авторы, в том числе португальский хронист Фернан Лопиш, писали, что его матерью была еврейка. Диего де Кастилия и Франсиско де Мендоса и Бобадилья сообщали, что Альфонсо Энрикес был сыном еврейки Паломы.
В 1389 году король Кастилии Хуан I передал Альфонсо Энрикесу во владение район вокруг города Агилар-де-Кампос. В последующие годы он смог расширить свои владения. До 1402 года он служил королю в качестве военачальника и управлял замком Медина-де-Риосеко. В 1395 году Алонсо Энрикес де Кастилия вместе с женой возобновил строительство монастыря Санта-Клара-де-Паленсия, начатое королем Энрике II Кастильским и его женой Хуаной Мануэль.
В 1405 году после смерти Диего Уртадо де Мендосы (1367—1404) Алонсо Энрикес де Кастилия получил должность второго адмирала Кастилии. В 1407 году кастильский флот под командованием Алонсо Энрикеса одержал победу над объединённым флотом Туниса (Хафсидов), Гранады (Насридов) и Тлемсена (Зайянидов). В 1410 году была взята гранадская крепость Антекера.
В 1421 году король Кастилии Хуан II пожаловал Алонсо Энрикесу сеньорию Медина-де-Риосеко.
В конце жизни Алонсо Энрикес де Кастилия удалился в монастырь Санта-Мария-де-Гуадалупе, где скончался в 1429 году в возрасте 75 лет. Он был похоронен вместе с женой и детьми в монастыре Санта-Клара-де-Паленсия, который они сами и основали.

## Брак и дети
В 1387 году Алонсо Энрикес де Кастилия женился на Хуане де Мендоса (1360—1431), дочери Педро Гансалеса де Мендосы (ум. 1385), 9-го сеньора де Мендоса, и Альдонсы Айялы, дочери Фернана Переса де Айялы. Первым мужем Хуаны был Диего Гомес Манрике де Лара и Лейва, сын Гарсии II Фернандеса Манрике де Лары (1305—1362). Её отец и первый муж погибли в битве при Алжуббарроте (1385). У Алонсо и Хуаны было тринадцать детей:
- Фадрике Энрикес (1388—1473), 2-й адмирал Кастилии, 2-й сеньор де Медина-де-Риосеко. Был женат на Марине Фернандес де Кордова и Айала[исп.] (1394—1431). Отец королевы Арагона Хуаны Энрикес
- Энрике Энрикес де Мендоса (1400—1489), граф Альба-де-Листе с 1451 года
- Педро Энрикес, скончался в детстве
- Беатриса Энрикес[исп.] (ум. 1439), жена Педро де Портокарреро, сеньора де Могера
- Элеонора Энрикес, жена с 1410 года Родриго Алонсо Пиментеля Алонсо, 2-го графа Бенавенте
- Альдонса Энрикес, муж с 1410 года Родриго Альварес Осорио
- Изабелла Энрикес (ум. 1469), жена Хуана Рамиреса де Арельяно, сеньора де Камеруса
- Инес Энрикес, муж — Хуан Уртадо де Мендоса, сеньор де Альмасан
- Бланка Энрикес, жена Педро Нуньеса де Эррера, сеньора де Эррера и Педрасы
- Мария Энрикес (ум. 1441), муж — Хуан де Рохас и Манрике, сеньор де Монсон-де-Кампос
- Констанция Энрикес, жена Хуана де Товара, сеньора де Берланга
- Менсия Энрикес (ум. 1480), муж с 1430 года Хуан Фернандес Манрике де Лара[исп.] (1398—1493), граф де Кастаньеда с 1436 года
- Хуан Энрикес[исп.] (ум. 1418), епископ Луго (1409—1417)

Также у Алонсо Энрикеса было несколько внебрачных детей:
- Родриго Энрикес[исп.] (ум. 1465), декан кафедрального собора в Паленсии
- Хуан Энрикес, генерал-капитан кастильского флота
- Алонсо Энрикес, клирик Севильского собора.